# Francisco Majewski
Francisco Majewski (Montevideo, Uruguay; 1 de mayo de 1939 — Cuernavaca, México; 22 de abril de 2012) fue un futbolista uruguayo nacionalizado mexicano. Jugó como defensa en la Primera División de Uruguay y la Liga MX.

## Trayectoria
Nació en Montevideo en el seno de una familia polaco-uruguaya. Jugó como defensa central. Su carrera empezó en las inferiores de Peñarol. A los 15 años de edad, fue incorporado al primer equipo sustituyendo a William Martínez. Con Peñarol, ganó tres títulos de la liga uruguaya y la Copa Libertadores 1960. Jugó la Copa Intercontinental 1960 antes del salir del club.
En 1961, Majewski fichó en México con el Atlante F.C. bajo la órdenes del húngaro Jorge Marik. Después de dos temporadas fue transferido al Necaxa donde haría pareja en la defensa central con Carlos Albert. Majewski ganó la Copa México 1965–66 con Necaxa. En México, era conocido como el "Caballero del área" por su excelente récord disciplinario al solo recibir dos tarjetas rojas en su carrera.
Su hermano, Alejandro Majewski, ya fallecido, también fue futbolista profesional y jugó a mediados de la década de los años 60 con los Tiburones Rojos de Veracruz.
Después de retirarse del fútbol profesional, Majewski se naturalizó mexicano y se quedó a vivir con su familia. Murió en la ciudad de Cuernavaca, el 22 de abril de 2012.